# Lidl
Lidl Stiftung&Co. KG, més coneguda per la seva marca comercial Lidl, és una cadena de supermercats de descompte d'origen alemany. Té més de 10.000 establiments en 27 països i forma part del grup Schwarz, un dels majors conglomerats de distribució d'Europa.

## Història
L'origen de Lidl es troba en el grup de distribució familiar Schwarz, fundat en la dècada de 1930 com a Schwarz Lebensmittel-Sortimentsgroßhandlung (en català, «Distribució d'alimentació a l'engròs Schwarz»). Els Schwarz van formar una societat amb la família Lidl, propietaris del grup majorista de fruita Südfrüchte Großhandel Lidl & Co., per obrir establiments minoristes per tota Alemanya amb la marca «Lidl & Schwarz». El negoci va funcionar fins a 1944, quan van haver de tancar a causa de la Segona Guerra Mundial.
Josef Schwarz, hereu de la família fundadora, es va traslladar a Backnang (Baden-Württemberg) i va inaugurar el 1968 el negoci de venda majorista Handelshof. L'any 1973, per donar sortida als productes que no venia, va obrir un petit supermercat de descompte en la propera localitat de Neckarsulm, situada al costat de la ciutat de Heilbronn, amb un model molt similar al del grup Aldi (1948).
Quan Josef va morir el 1977, el seu fill Dieter Schwarz va planejar una expansió nacional. Enlloc d'usar el cognom que tenia unes connotacions negatives —Schwarzmarkt significa «mercat negre»—, va reprendre la idea de «Lidl & Schwarz» i va contactar amb l'hereu de la família Lidl, Ludwig Lidl, per comprar-li els drets de la marca per 1.000 marcs. Dins del grup Schwarz, Lidl es va quedar amb les botigues de descompte mentre que per als hipermercats es va crear la marca Kaufland. En 1988 existien més de 450 establiments Lidl només a Alemanya Federal, i la reunificació va propiciar que la xifra es dupliqués.
Dins del mercat alemany, Lidl compta amb 3.300 botigues de descompte i és el segon grup per darrere d'Aldi. A nivell mundial la xifra s'eleva fins a 10.000 locals.
L'expansió internacional va començar el 1989 amb una botiga a França. El mes de desembre de 1992 arribaren a Espanya, obrint oficines primer a Sabadell i després a Parets del Vallès i a Sant Cugat del Vallès. El primer local d'Espanya va ser obert a Lleida en 1994; des de llavors compta amb més de 535 supermercats, incloent Balears i Canàries. A més, compta amb 10 centres logístics repartits per Espanya, sent el més rellevant per grandària el situat a Alcalá de Henares. El 2015, Lidl va obrir la seva seu als Estats Units a Arlington, Virginia.
Des del 2004 les oficines centrals de l'empresa a Espanya es troben a Montcada i Reixac, al costat d'un dels seus magatzems.
Segons Kantar Worldpanel, Lidl va ser un de les cadenes amb un major creixement a Espanya el 2015, al costat del Grup DIA, augmentant 0,4 punts i tenint una quota de mercat total del 3,5%. L'any 2015, Lidl va aconseguir unes vendes a Espanya per valor de 3.048 milions d'euros.
El 2018 l'empresari i inventor Andoni Monforte denuncià per plagi un invent que fa orxata a Lidl.

## Política comercial

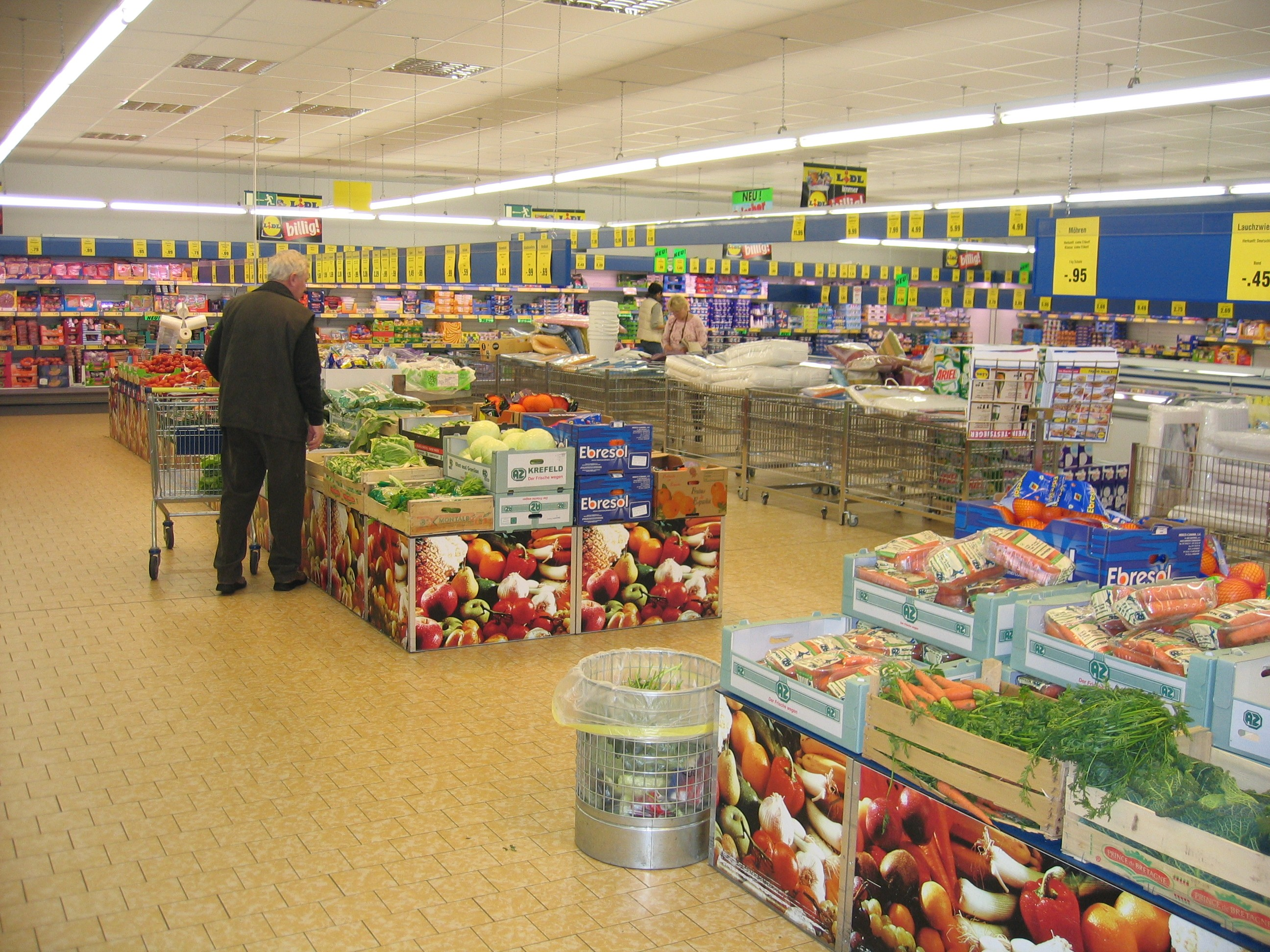
Interior d'un Lidl a Alemanya.

Lidl és un supermercat de descompte que ofereix una gamma de productes d'alimentació, drogueria, perfumeria i complements. La majoria dels articles són de marca blanca i moltes vegades només es poden adquirir aquestes referències, a un preu més reduït que en un supermercat tradicional. A més existeixen ofertes de durada limitada, generalment tres dies, en altres segments com a electrodomèstics, eines i roba. L'empresa assegura que un 70 % dels seus articles són de proveïdors nacionals, mentre que la resta procedeixen en la seva majoria de distribuïdors alemanys.
Igual que succeeix en altres establiments hard discount com ALDI o Dia, es redueix la despesa en decoració i manteniment. Els articles peribles solen vendre's envasats i sense línies de personal per a carnisseria o peixateria, com succeeix en un hipermercat tradicional. De la mateixa manera, els empleats exerceixen diverses funcions per rebaixar els costos de personal. No obstant això, en els últims anys s'ha canviat la política per vendre més productes frescos, ampliar la grandària dels locals i assemblar-se així a un supermercat convencional.
També hi ha hagut canvis en l'estratègia publicitària. Quan la marca va arribar a Espanya el reclam utilitzat era «Lidl, millor preu i qualitat!», però existia entre els consumidors la sensació de que els productes eren de qualitat inferior. Per aquesta raó, la matriu ha ampliat el percentatge de proveïdors nacionals i s'ha centrat en prometre la qualitat del producte, sota l'eslògan «No s'enganyi, la qualitat no és cara». L'any 2009, Lidl Espanya va contractar al xef Sergi Arola perquè dissenyés i promocionés la marca blanca de productes gourmet Deluxe.

## Països
Lidl està present en 28 països d'Europa i preveu obrir el seu primer establiment als Estats Units a partir de 2018:

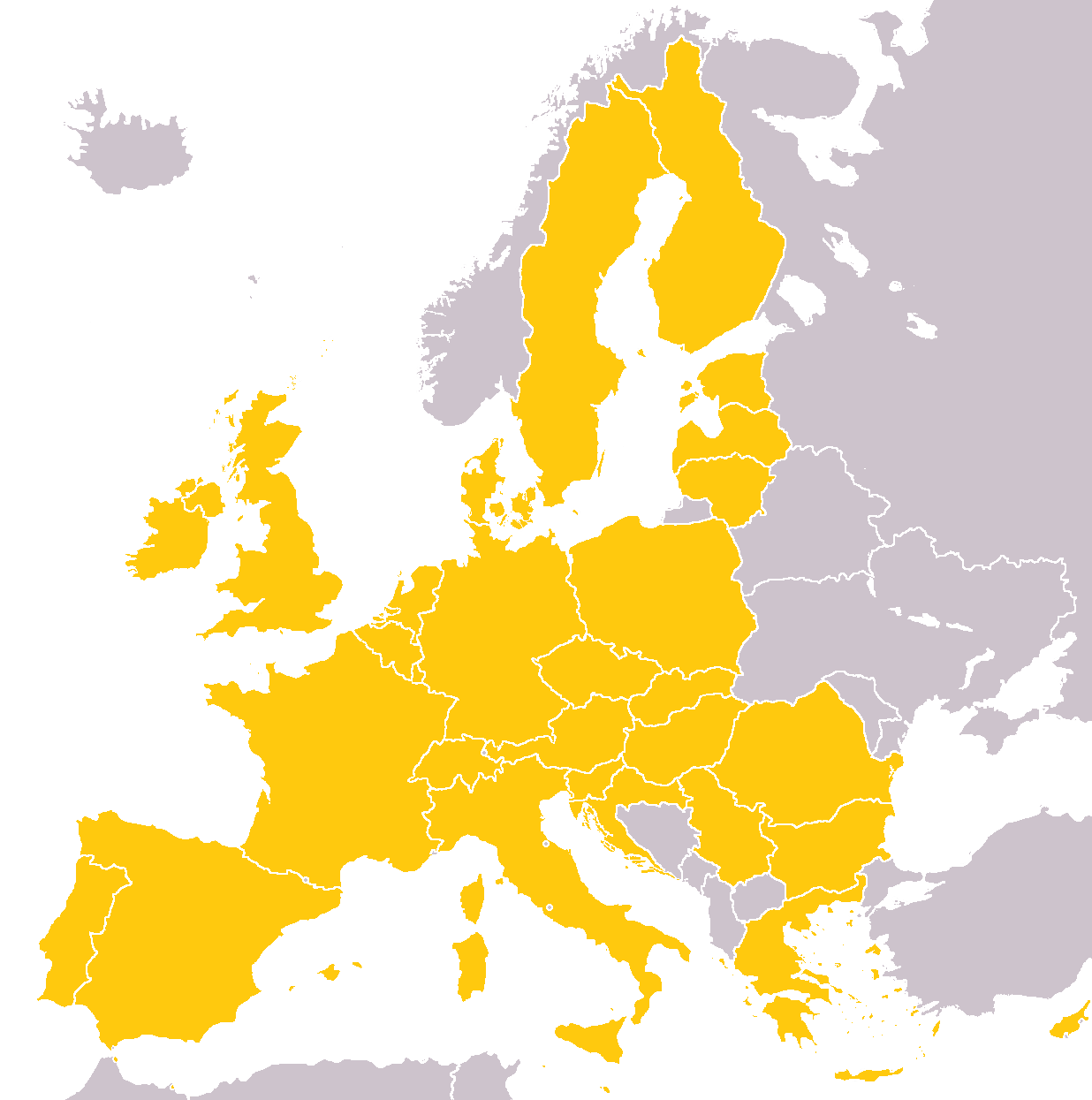
Països on opera Lidl (2015).

| - Alemanya (matriu) - Àustria - Bèlgica - Bulgària - Croàcia - Xipre - Dinamarca - Eslovàquia - Eslovènia - Espanya | - Finlàndia - França - Grècia - Hongria - Irlanda - Itàlia - Lituània - Luxemburg - Malta - Països Baixos | - Polònia - Portugal - Regne Unit - República Txeca - Romania - Sèrbia - Suècia - Suïssa |

## Controvèrsia
Lidl ha estat criticada en diferents ocasions per presumptes incompliments de les directives europees sobre dret laboral. El 2004 el sindicat alemany Ver.di i la federació mundial UNI Global Union van publicar el Black Book on the Schwarz Retail Company (Llibre Negre del Grup Schwarz), en el qual es documenten diverses denúncies d'antics treballadors dels supermercats propietat de Dieter Schwarz, entre ells Lidl. Aquestes reclamacions s'han donat també en altres països.
El març de 2008, la revista Stern va publicar un extens reportatge en el qual es denunciava que Lidl Alemanya espiava als seus empleats de forma sistemàtica per conèixer detalls com la freqüència de les seves pauses, si furtaven productes i fins i tot les seves relacions personals i sindicals, il·legal en la Unió Europea. La matriu, afectada punt pel Llibre Negre com pels espionatges, es va veure obligada a disculpar-se i va prometre canviar el model de negoci.
Actualment, la delegació espanyola assegura que aproximadament el 95 % dels seus llocs de treball són indefinits i que es negocien convenis col·lectius amb els sindicats. Aquestes xifres són diferents segons cada país.
D'altra banda, The Guardian va desvetllar en 2014 que el grup Schwarz havia rebut 800 milions d'euros del Banc Mundial, en concepte d'ajuda pública, per finançar la seva expansió a Europa de l'Est.